# 2011年英格蘭全國羽毛球錦標賽
2011年英格蘭全國羽毛球錦標賽（English National Badminton Championships 2011），是英格蘭國內最高級別的羽毛球比賽。本屆賽事於2011年2月4日-6日在英格蘭博尔顿體育館舉行。

## 項目獎牌榜
以下為各項目的優勝者名單：
| 項目     | 金牌                        | 银牌                          | 铜牌                            |
| 男子單打 | 拉吉夫·欧斯夫               | 卡尔·巴克斯特                 | Harry Wright                    |
| 男子單打 | 拉吉夫·欧斯夫               | 卡尔·巴克斯特                 | 本·贝克曼                       |
| 女子單打 | 妮古拉·塞尔方蒂尼           | 莎拉·沃克                     | Sarah Milne                     |
| 女子單打 | 妮古拉·塞尔方蒂尼           | 莎拉·沃克                     | 凯特·罗伯特肖                   |
| 男子雙打 | 克里斯·兰格瑞奇 内森·罗布森 | 克里斯·爱德考克 Andy Ellis    | 马库斯·埃利斯 Kristian Roebuck  |
| 男子雙打 | 克里斯·兰格瑞奇 内森·罗布森 | 克里斯·爱德考克 Andy Ellis    | 克里斯托弗·高斯 马修·诺丁汉     |
| 女子雙打 | 珍妮·沃尔沃克 加布里·怀特   | 玛里亚纳·阿格基罗 希瑟·奥利弗 | 海伦·戴维斯 Sarah Milne         |
| 女子雙打 | 珍妮·沃尔沃克 加布里·怀特   | 玛里亚纳·阿格基罗 希瑟·奥利弗 | 亚历山德拉·兰利 劳伦·史密斯     |
| 混合雙打 | 内森·罗布森 珍妮·沃尔沃克   | 克里斯·爱德考克 加布里·怀特   | 罗宾·米德尔顿 希瑟·奥利弗       |
| 混合雙打 | 内森·罗布森 珍妮·沃尔沃克   | 克里斯·爱德考克 加布里·怀特   | 安德鲁·埃利斯 玛里亚纳·阿格基罗 |